# Theo van Scheltinga
Theo van Scheltinga, właśc. Tjeerd Daniel van Scheltiga (ur. 6 marca 1914 w Amsterdamie, zm. 30 lipca 1994 w Beverwijk) – holenderski szachista, mistrz międzynarodowy od 1950 roku.

## Kariera szachowa
Wielokrotnie startował w finałach indywidualnych mistrzostw Holandii, trzykrotnie zdobywając srebrne medale (1947, po porażce w dogrywce z Maxem Euwe oraz 1950 i 1952). Pomiędzy 1937 a 1954 rokiem pięciokrotnie (w tym 2 razy na I szachownicy) reprezentował narodowe barwy na szachowych olimpiadach, zdobywając 33½ pkt w 66 partiach.
Do jego największych sukcesów w turniejach międzynarodowych należały dwukrotne zwycięstwa (1944, 1947) i II m. (1948, za Lodewijkiem Prinsem) w Beverwijk, dz. II m. w Maastricht (za M.Euwe, wraz z Paulem Devosem), dz. I m. w Aalborgu (1947, wraz z Christianem Poulsenem), dz. II m. w turnieju strefowym (eliminacji mistrzostw świata) w Budapeszcie (1960, za Gedeonem Barczą, wraz z Mario Bertokiem, Aleksandrem Matanoviciem i Istvanem Bilkiem) oraz zwycięstwo w Beverwijk (1967, turniej B).
Według retrospektywnego systemu Chessmetrics, najwyżej na światowej liście sklasyfikowany był w październiku 1941 r., zajmował wówczas 71. miejsce.